# Pycnogenol
Pycnogenol es una marca registrada que designa un extracto de la corteza de pino marino francés que contiene bioflavonoides naturales que evitan influencias dañinas del ambiente, y fortalecen y protegen las células evitando su oxidación (oxidación celular). Actualmente el picnogenol se distribuye comercialmente en presentaciones de 20 - 100 mg. No se recomienda administrar picnogenol durante el embarazo o cuando se sospeche su existencia, ni en período de lactancia; debe mantenerse fuera del alcance de los niños, debe conservarse en un lugar fresco y seco. La posología recomendada oscila entre 1 a 2 tabletas de 50 mg (cada 50 mg equivalen a 30 mg de procianidinas, catequina, taxifolina, ácidos fenólicos como  ácido gálico,  ácido cafeico,  ácido ferúlico y vainillina.

## Uso
En una revisión de la Colaboración Cochrane de 2012, actualizada en 2020, Robertson et al. revisaron la evidencia sobre la eficacia del extracto de corteza de pino para tratar una amplia gama de molestias y enfermedades (incluidas asma, niños con TDAH, presión arterial, dolor en la IVC, reducción de la glucosa en sangre en ayunas, osteoartritis de rodilla, insuficiencia cognitiva en pacientes con lesión cerebral traumática) y en ninguno de los casos encontraron evidencia que apoyara la eficacia del extracto de la corteza de pino marino francés.